# Гваймар III (князь Салернський)
Гваймар III (*бл.983—†1027) — лангобардський князь Салернський (994—1027), другий син князя Іоанна II. За його правління Салерно вступило в період свого найбільшого розквіту та могутності, під час якого васалами князівства стали Амальфі, Гаета і Сорренто.
У 999 група норманських пілігримів, повертаючись з Єрусалиму, зупинились у порту Салерно. У цей час на місто напали сарацини. Мешканці Салерно побоювались вступити з ними у бій, проте войовничі нормани не побоялись битись із сарацинами та перемогли їх. Гваймар запропонував норманам оселитись у його князівстві, але вони відмовились, пообіцявши надати пізніше воїнів у випадку необхідності.
Як один з лідерів лангобардів Гваймар підтримав бунт лангобардів проти візантійців під керівництвом Мелуса Барійського. Після поразки Мелуса в 1011 Гваймар наніс візит переможцю візантійському катепану Василю Мезардоніту. Пізніше Гваймар надав притулок Мелусу. Номінально він був васалом імператора Священної Римської імперії Генріха II, проте після переможної для візантійців Битви біля Канн в 1018 році, він схилився до союзу з візантійським імператором Василієм II.
Після смерті імператора Генріха в 1024 Гваймар вислав посольство до нового імператора Конрада II з проханням звільнити його зведеного брата князя Капуанського Пандульфа IV на прізвисько «Аббруцький вовк». Конрад виконав прохання, натомість Пандульф негайно обложив свою столицю Капую, маючи підтримку Гваймара, нормандців під керівництвом Райнульфа Дренгота та візантійців на чолі з катепаном Боіоанном.
В 1015 Гваймар призначив свого старшого сина від першої дружини Порпори Табеларії Іоанна співправителем, проте той помер у 1018. Тоді Гваймар призначив співправителем свого старшого сина від другої дружини Гайтельгріми, сестри Пандульфа, також Гваймара, який успадкував престол після смерті батька у 1027 році.